# Дейві Брегу
Дейві Брегу (алб. Dejvi Bregu; 24 жовтня 1995, Вльора) — албанський футболіст, нападник клубу «Динамо» (Тирана).

## Клубна кар'єра
Уродженець Вльори Дейві є вихованцем місцевого клубу «Фламуртарі». 12 травня 2012 дебютував в основному складі у грі проти команди «Лачі».
У сезоні 2012–13 Брегу провів дві гри в останніх двох турах проти «Влазнії» (3–1) та «Аполонії» (0–0).
Свій перший гол Дейві забив у Кубку Албанії 2013—14 18 грудня 2013 року в переможній домашній грі 4–2 проти «Томорі».
4 квітня 2015 року Брегу відзначився в матчі чемпіонату країни проти столичної команди «Тирана». Наступного тижня він відзначився в матчі проти «Аполонії».
Сезон 2015–16 нападник провів здебільшого на лавці запасних та врешті-решт покинув клуб під час зимового трансферного вікна.
30 січня 2016 року Брегу, як вільний агент перейшов до «Люфтерарі». Його контракт був розрахований до грудня 2016 року.
13 лютого 2016 він відіграв першу гру за новий клуб, а 6 квітня вперше вийшов у стартовому складі команди, гра запам'яталась обопільною бійкою гравців обох клубів. Через чотири дні нападник став автором дубля.
Перед початком сезону 2016–17 Брегу оголосив про продовження контракту до червня 2018 року. Під час зимового трансферного вікна гравцем цікавилась низка команд, зокрема «Скендербеу», «Партизані» (Тирана) та «Кукесі» але клуб спростував всі чутки, заявивши, що гравець має контракт з «Люфтерарі». За підсумками чемпіонату Дейві був визнаний талантом сезону в лізі.
За підсумками сезону 2017–18 «Люфтерарі» пробився до єврокубків, а нападник в 33 матчах відзначився дев'ятьма голами.
У липні 2018 Брегу перейшов до «Скендербеу» але оскільки нова команда за рішенням УЄФА виключена з європейських змагань УЄФА на наступні 10 років, то «Люфтерарі» орендував гравця на матчі Ліга Європи сезону 2018—19 проти латвійського «Вентспілсу».
12 серпня 2018 у складі «Скендербеу» став володарем Суперкубку Албанії.
9 січня 2019 року Брегу в товариській грі проти «Тирани» отримав травму лівої руки та вибув щонайменше на місяць.
Після закінчення контракту зі «Скендербеу» 28 вересня 2020 року Дейві уклав однорічну угоду з клубом «Теута». Допомігши команді здобути золоті медалі першості, а сам він став володарем «Золотої бутси» з 16-а голами в активі.
12 липня 2021 року, після закінчення контракту з «Теутою», Брегу підписав контракт з турецьким клубом «Болуспор».
23 липня 2023 року Брегу на правах вільного агента перейшов до іншого турецького клубу «Умранієспор». 26 січня 2024 року також на правах вільного агента Дейві перейшов до польської команди «Вісла» (Краків).
У серпні 2024 року, як вільний агент повернувся до Албанії, де захищає кольори столичного клубу «Динамо».

## Виступи за збірні
Брегу викликався до юнацької збірної Албанії U-19 для участі у кваліфікаційному турнірі але так і не потрапив до остаточної заявки.
У складі молодіжної збірної Албанії провів лише одну гру.

## Титули і досягнення

### Клубні
«Фламуртарі»
- Кубок Албанії: 2013–14

«Скендербеу»
- Суперкубок Албанії: 2018

«Теута»
- Суперліга: 2020–21

«Вісла» (Краків)
- Кубок Польщі: 2023–24

«Динамо» (Тирана)
- Кубок Албанії: 2024–25

### Індивідуальні
- Талант сезону: 2016–17[16]
- Золота бутса: 2020–21[24]